# 오정숙
오정숙(吳貞淑, 1935년 6월 21일 ~ 2008년 7월 7일)은 대한민국의 판소리 명창이다. 1967년 무형문화재 김연수 후계자로 지정되었고, 1982년 준무형문화재로 지정되었다가, 1991년 5월 중요무형문화재 제5호 ‘판소리(춘향가)’ 예능보유자로 지정되었다.

## 생 애
출생지는 전라북도 완주군(完州郡)이다. 어릴 때부터 뛰어난 목구성과 타고난 재질을 발휘하여 극단에 참여하였으며, 현행 판소리계에 양대 유파라고 할 수 있는 동초제의 창시자인 동초 김연수 선생에게 동초제 다섯바탕을 모두 전수 받았으며 명실상부 동초 김연수의 계승자로 인정을 받았다. 1948년 부친과 함께 국극협단에 입단하였고, 1956년 명창 동초(東超) 김연수(金演洙)를 사사하여 10년 동안 춘향가‧흥보가‧수궁가‧심청가‧적벽가 등 판소리 다섯 마당을 이수하였다. 1972년에 판소리 춘향가를 완창한 이후 해마다 흥보가, 심청가, 수궁가, 적벽가 순으로 완창 발표회를 개최하였고 이는 판소리 역사상 여성 명창 최초로 판소리 다섯 마당을 모두 완창한 기록으로 남아있다. 1975년에 중요무형문화재 전수자 발표회에서 1등을 수상하였고 1975년에 제1회 전주대사습놀이 전국대회에 출전하여 판소리 부문에서 장원상을 받았다. 그녀는 1977년에 국립창극단에 입단하여 뛰어난 연기력과 작창 실력으로 주요 배역과 도창, 작창을 맡았으며 1991년에는 스승의 뒤를 이어 국가무형문화재 제5호 동초제 춘향가 예능보유자로 지정되었으며 동시에 90년대 중반부터는 국립창극단 지도위원으로서 많은 작품에서 작창과 도창으로 극단을 지도했다. 특히 오정숙의 춘향전 월매역은 교과서로 불리 울 정도로 인정을 받았고 인기를 얻었다. 
오정숙은 창극무대, 판소리 무대, 대학 강단 등 수 많은 활동을 통해 제자를 양성, 실질적으로 동초제를 전국적인 소리제로 올려 놓았다. 2005년 국립창극단 원로단원을 끝으로 국립창극단을 퇴직하였고 동시에 서울대학교, 한국예술종합학교, 한양대학교, 이화여자대학교 등 대학 출강을 모두 그만두고 전북 완주군 운주면 산북리에 스승의 호를 딴 동초각(전수관)을 지어 후진을 양성에 힘을 쏟았다. 
오정숙은 한 시대를 대표하는 여성 명창으로서 소리, 발림, 도습, 연기의 표현동작이 혼연일체된 완숙한 기량은 단연 여성 창악계의 패권자로 인정받고 있다.
2008년 7월 7일 지병으로 세상을 떠났다.

## 수상
- 1972년 중요무형문화재 전수자발표회 때 1등 수상
- 1975년 전주대사습대회의 판소리 부문에 장원으로 대통령상 수상
- 1983년 제1회 남도문화재 판소리 부문에서 대통령상 수상
- 1984년 KBS 국악대상 수상 이 문서에는 다음커뮤니케이션(현 카카오)에서 GFDL 또는 CC-SA 라이선스로 배포한 글로벌 세계대백과사전의 내용을 기초로 작성된 글이 포함되어 있습니다.